# La muerte acecha tras la doncella
La muerte acecha tras la doncella es una escultura de 1920 obra de Francisco Asorey ubicada en el cementerio de Pereiró, en Vigo, Pontevedra (Galicia, España). La estatua, una de las esculturas funerarias más populares de la comunidad autónoma, está considerada bien cultural a conservar en el Plan Xeral de Vigo.

## Historia
La obra fue encargada a Asorey por su amigo José Gil (fotógrafo y primer gran realizador de cine en Galicia) y su esposa Trinidad Sarabia con el fin de ser colocada sobre la tumba de su hija Maruja, fallecida el 15 de septiembre de 1918 a los 19 años de edad a causa de la tuberculosis. El conjunto sería modificado en 1932 por el escultor Camilo Nogueira con motivo de la muerte, también por tuberculosis, de las otras dos hijas del matrimonio, Rosita y Pepita, en 1922 y 1924 respectivamente. La alteración consistió en el añadido de un libro en bronce en el que figuran un epitafio y los rostros en relieve de ambas hermanas, lo que provocó la pérdida del nombre de Maruja, grabado en el frontal del pedestal (donde se encuentra el libro), así como la desaparición de la fecha y la firma de Asorey, ubicadas en un lateral.

## Descripción

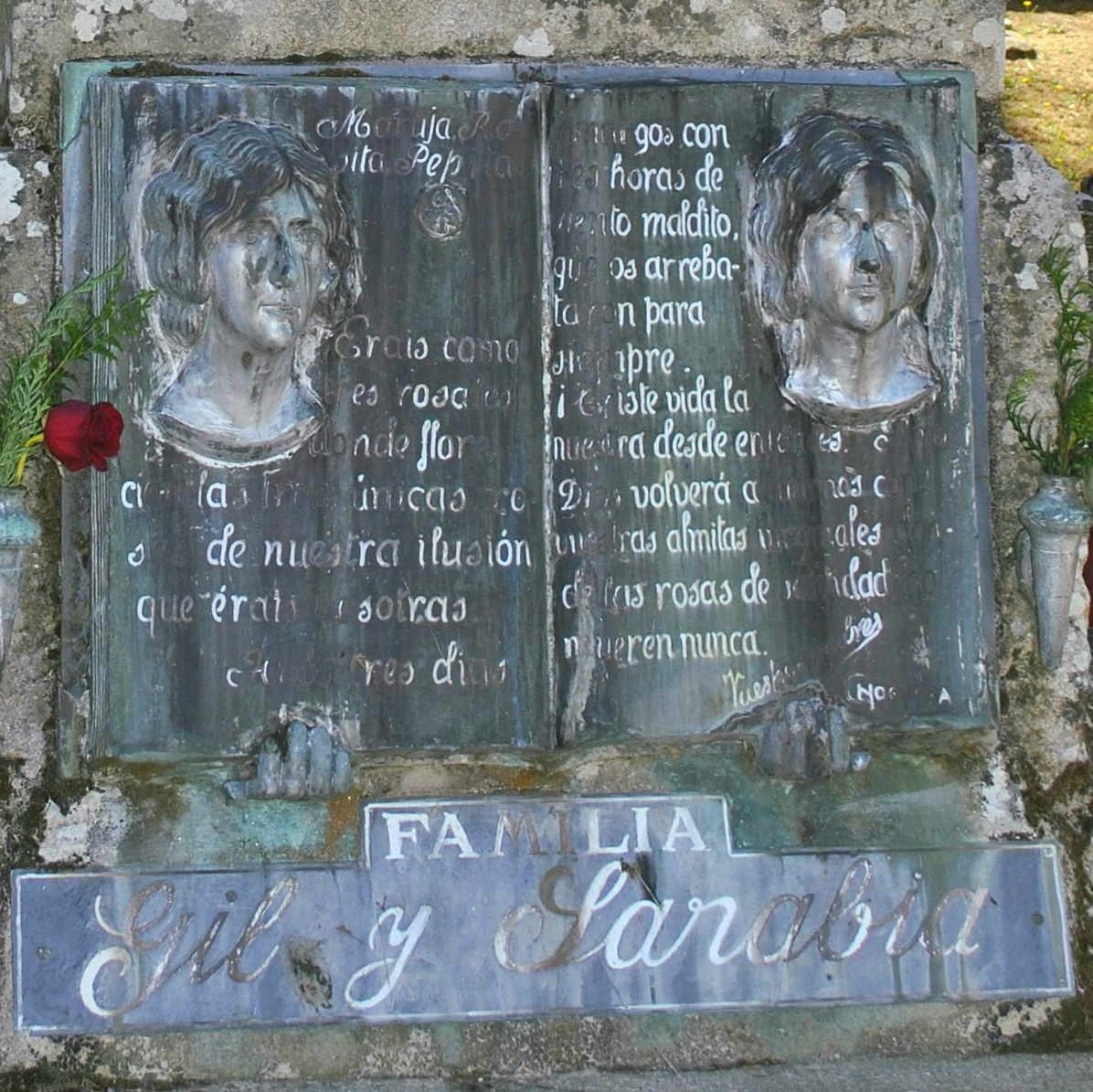
Libro.

El conjunto escultórico, a tamaño natural y situado cerca de la entrada al camposanto, presenta a Maruja con el cabello suelto (tímidamente semirecogido con un lazo) y enfundada en un sencillo vestido de corte imperio con mangas de farol. La joven, caracterizada por una gran hermosura, es acechada por la Muerte, la cual aparece siniestramente encapuchada y oculta tras ella. En el regazo de la muchacha sonriente se hallan varias rosas, representación simbólica de su belleza y lozanía, si bien las flores pueden constituir una referencia a Pomona, diosa romana de la fruta y, por extensión, de los jardines y los huertos, o al género artístico de las vanitas (el monumento permite la colocación de flores frescas en la parte superior). 
La figura de Maruja es la más llamativa no solo por estar situada en la parte frontal, sino por el hecho de que la misma está realizada en mármol blanco, mientras que el resto está compuesto de granito, a excepción del rostro y las extremidades de la Muerte, realizados también en mármol blanco, y la guadaña, elaborada en bronce y de un tamaño tan prominente que la hoja, semioculta entre telas, alcanza el frontal del conjunto y rodea el cuerpo de la muchacha, esto último descubierto durante una restauración. Se considera que un busto en mármol de Antoine Bourdelle conservado en el museo homónimo de París pudo tener influencia en esta obra debido a las similitudes que guarda con la disposición de la figura de Maruja, quien luce en su mano izquierda lo que parece ser un anillo de compromiso, posible alusión a su breve idilio con José Novoa González, miembro de una familia de músicos oriunda de Rubiós, lugar de nacimiento de José Gil.
La calavera posee gran realismo anatómico al igual que los pies, los cuales asoman disimuladamente por debajo del manto, destacando una cola en la parte posterior, lo que vincula a la muerte con el averno. La parca aparece con la pierna derecha arrodillada y la izquierda flexionada y apoyada firmemente en el suelo, como si tratase de tomar impulso para alejarse volando del mundo terrenal mientras mira furtivamente las flores que la joven toca con su mano izquierda con intención de arrebatárselas y así segar su vida, aunque en vez de figurar con actitud amenazante o agresiva, aquí se muestra tierna por el hecho de rodear a la joven para llevársela consigo. Entretanto, la muchacha, quien apoya su mano derecha sobre la huesuda mano de la Muerte, se deja llevar por ella al tiempo que mira al cielo siguiendo el típico esquema iconográfico de la Inmaculada Concepción, representada según la versión de Murillo conocida como Inmaculada Soult en un medallón colgado de su cuello, siendo esto una clara alusión a la inocencia y pureza virginal de Maruja, hecho plasmado en el libro, el cual recoge el siguiente epitafio además de las efigies de Rosita y Pepita junto con una réplica del medallón:

Maruja, Rosita, Pepita

Erais como tres rosales donde florecían las tres únicas rosas de nuestra ilusión que érais vosotras
Hubo tres dias amargos, con tres horas de viento maldito, que os arrebataron para siempre. ¡Triste vida la nuestra desde entonces. Pero Dios volverá a unirnos con vuestras almitas virginales donde las rosas de santidad no mueren nunca.
Vuestros padres

## Galería de imágenes

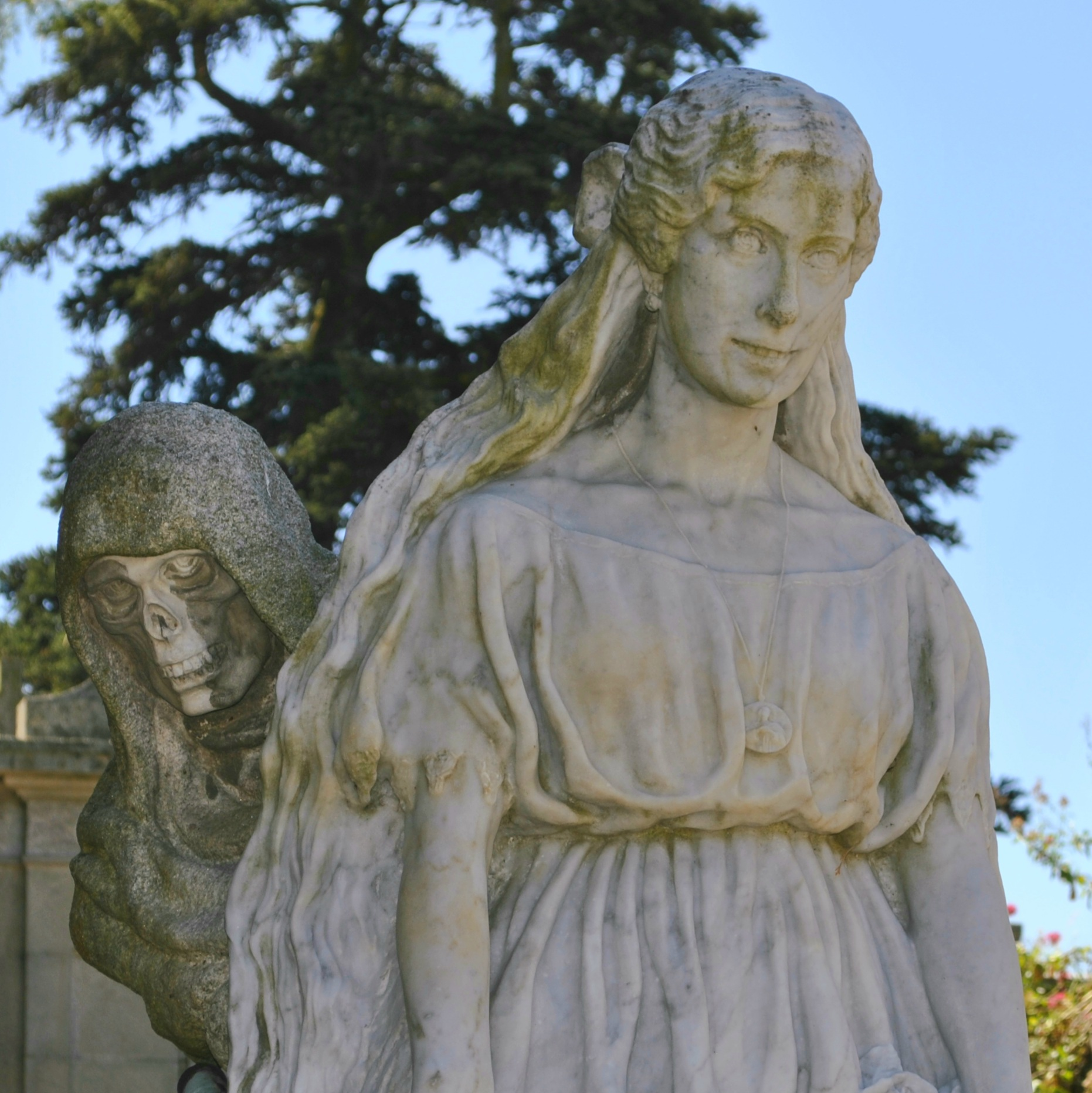
Detalle de las figuras de Maruja y la Muerte.
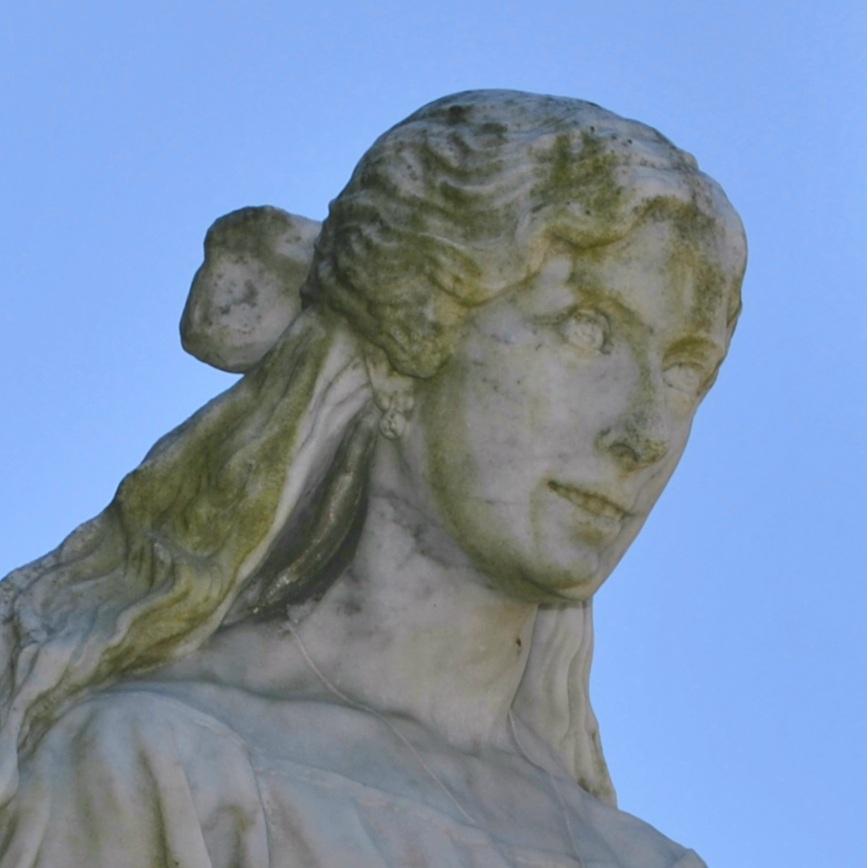
Detalle del rostro de Maruja.
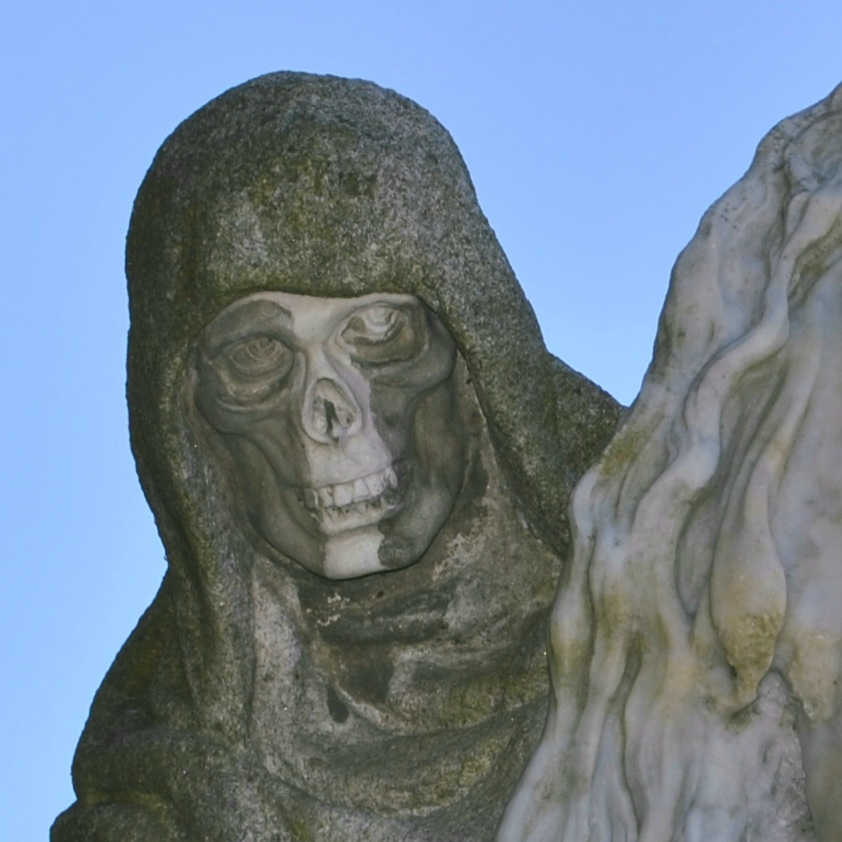
Detalle del rostro de la muerte.
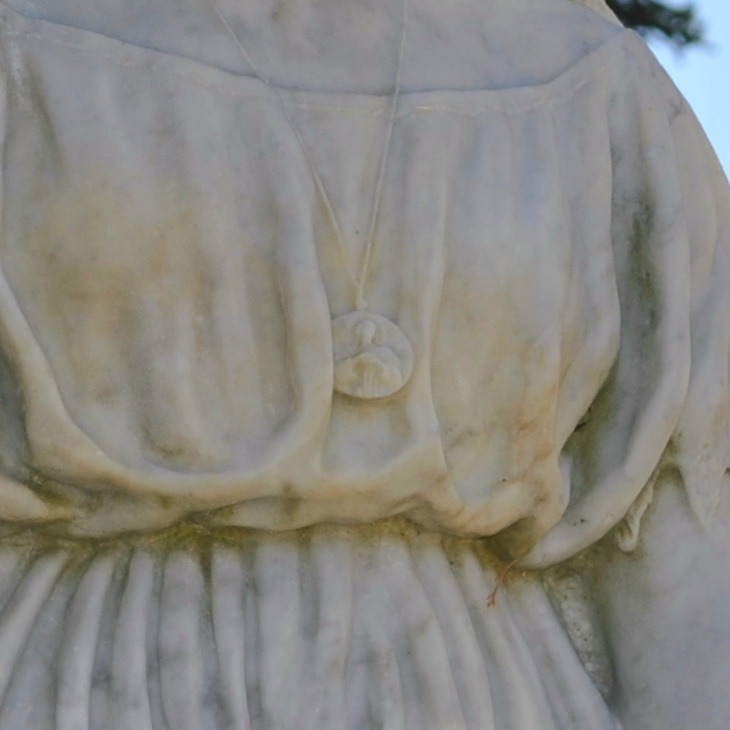
Detalle del medallón.
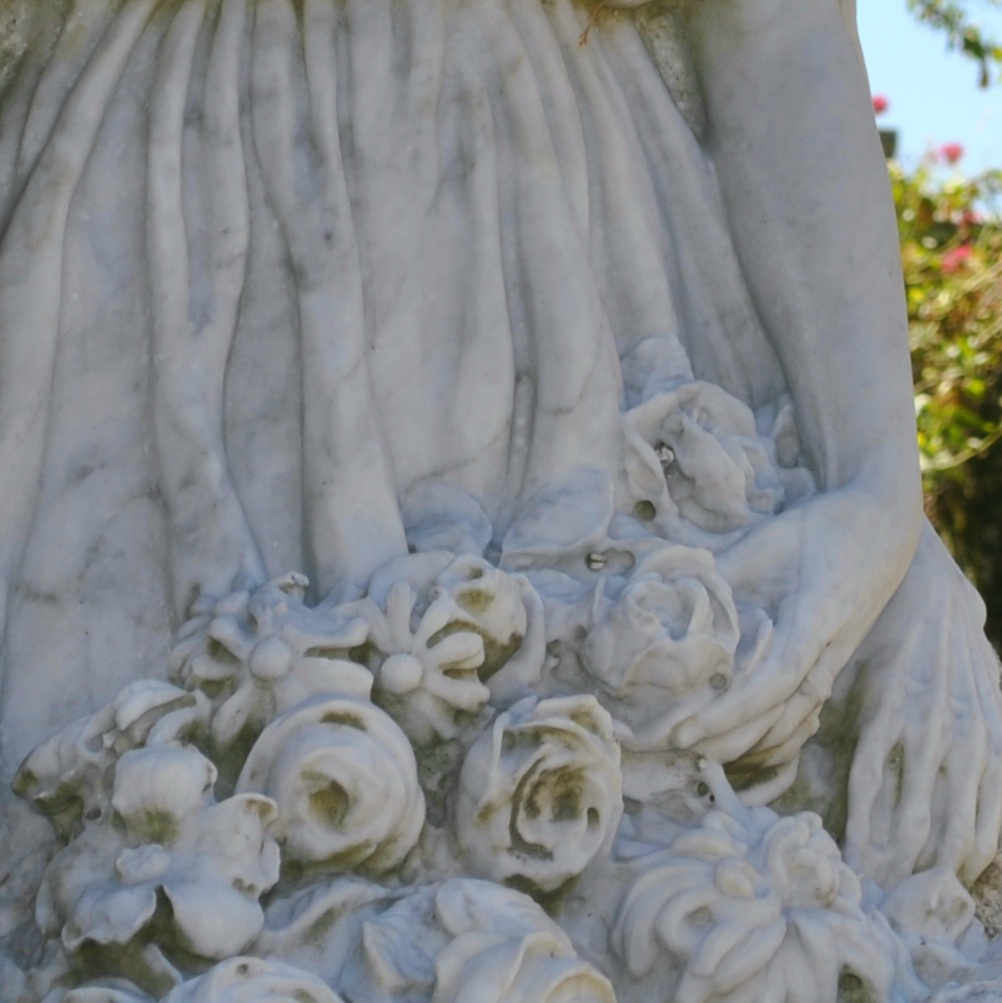
Detalle de las rosas.
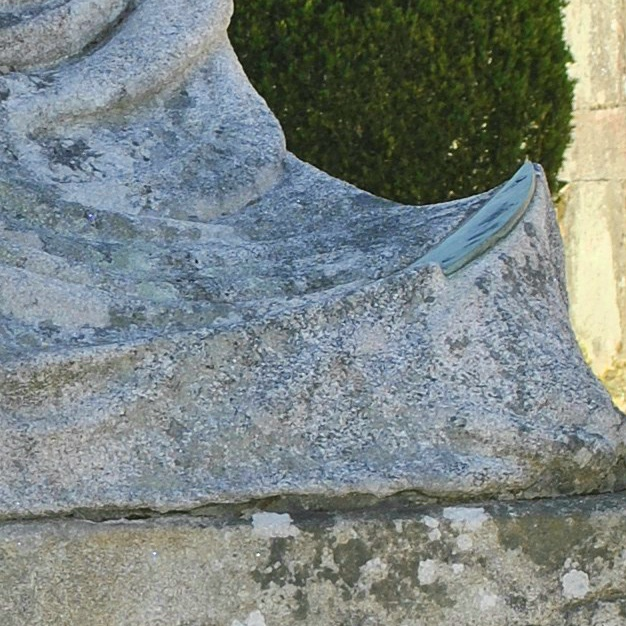
Detalle de la guadaña.